# アメリカン・コミックス

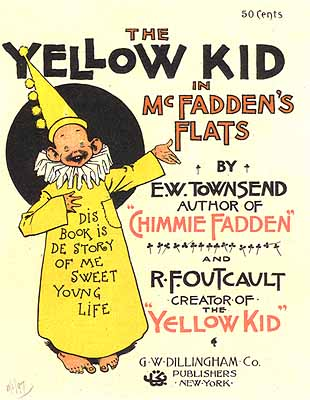
The Yellow Kid in McFadden's Flats (1897)

アメリカン・コミックあるいはアメリカン・コミックス（英語: American comics）は、アメリカの漫画作品の総称である。アメコミとも略される。アメリカン・コミックスという名称は、アメリカの漫画と他国の漫画を区別するための呼び方であり、アメリカ国内では「コミック・ブック（Comic book）」あるいは単純に「コミック（Comic）」と呼ばれる。
通常の場合、アメリカン・コミックスは薄い逐次刊行物の形式で月ごとに発行される（他の作品が混載される雑誌ではない）。「コミック（滑稽）」という英語での呼び名に反し、扱われる主題は必ずしもユーモラスな物であるとは限らない。実際は、ドラマティックでシリアスな作品がアメリカン・コミックの多くを占めている。
日本の漫画、ベルギー・フランスのバンド・デシネと並んで世界3大コミック産業の一つである。
ゴールデンエイジ、シルバーエイジ、ブロンズエイジ各時代（後述）のスーパーヒーローコミックを発行する主要なコミック出版社: DCコミックス (スーパーマン、バットマン、ワンダーウーマン など) および マーベル・コミック (スパイダーマン、ハルク、X-メン など)。

## 概要

### ジャンル
アメリカン・コミックスの特徴とされるのがスーパーヒーローものである。1960年代以前には、大小取り混ぜた無数の出版社により、ファニーアニマル（おもしろ動物）・コミックや西部劇漫画、恋愛漫画、恐怖漫画、戦記漫画、犯罪漫画などの有名なアメリカン・コミックが存在した。二つの要因から、この多様性は1950年代に急速に失われてしまった。
一番目の要因は、極めて規制的なコミックコード委員会の設立へと結びついた、「有害な」子供向け漫画に対する一連の公的キャンペーンの高まりであった。この規制は厳しい制約が有るがスーパーヒーロー漫画は認可し、それ以外のジャンルを禁止した。結果として、多くの弱小出版社の作品は一掃されてしまったが、スーパーヒーロー物を扱う大手出版社は無傷なままに残された。
二番目の要因は、1950年代後半から1960年代前半にかけて、テレビがライトな購読者層の多くを引き寄せたことである。出版社がコミックコードから離れてライトな購読層向け以外のグリッター・ジャンル作品を制作するようになるまでの間、テレビや映画の方が遥かに高い収益を得られた。しかしながらアメリカン・コミックは、スーパーヒーロー物のようなアクション志向の強い異世界での冒険を、特撮に金をかけることなく、映画産業より高度なボリュームで描くことができたのである。
日本の漫画に多いスポーツ漫画はアメリカン・コミックスでは非常に少ない。

### 出版形態
レギュラー・シリーズと呼ばれるほとんどのアメリカン・コミックは、中綴じ製本による32ページの薄い月刊の逐次刊行物（英語ではコミック・ブック、日本ではリーフと呼ばれる）として発行される。リーフ1冊の価格は1ドルから2ドル強である。1冊のリーフには1タイトルのみが22ページ前後で、広告、読者欄と共に掲載される。日本の漫画のように最新タイトルが複数の連載作品として1冊の雑誌に併載されることはない。一部の人気エピソードはトレード・ペーパーバックの形で1冊の本にまとめられることもあるが、日本の単行本のように全てのエピソードが発行される訳では無い。
大手出版社によるアメリカン・コミックのほとんどはフルカラー印刷である。初期のアメリカンコミックは、黒インクの輪郭線と赤・黄・青3色の100%・50%・20%の3階調の重ね塗りによる単純な彩色が施されていたが、現在はコンピューターによる無階調の彩色が導入されている。作画においては、下絵を描くペンシラー、ペンを入れるインカー、彩色を行うカラーリスト、文字を書き込むレタラーによる分業体制が取り入れられている。
作品やキャラクターの著作権は慣例として出版社に帰属する。このシステムは、特定のキャラクターの物語を複数のアーティストが描き継ぐことにより、何十年も同じキャラクターを使いまわせたり、異なる作品に登場するキャラクターのクロスオーバーが容易に行えるという利点をもたらした。その一方で、本来はアーティストが得られるべき権利が損なわれたり、作品の作家性が失われる欠点があった。特に有名なのは、『スーパーマン』の作者ジョー・シャスターとジェリー・シーゲルの例である。1947年に、DCコミックスに対する利益配分を求める裁判を起こして解雇された二人は、1975年に全米漫画家協会の支援によりDCとの示談を成立させるまでの30年間、『スーパーマン』に対する権利を主張できなかった。1992年には、マーベル・コミックの看板作家7人が独立し、アーティスト本人に作品の著作権が帰属するイメージ・コミックを設立した。

## 歴史
アメリカン・コミックの歴史は、以下の時代別に区分される。

### プラチナ・エイジ
アメリカで最初に出版された漫画本は、近代コマ漫画の創始者として知られるスイスの漫画家ロドルフ・テプフェール（1799年～1846年）による『ヴィユボワ氏の恋愛(fr:Les Amours de monsieur Vieux Bois)』（1837年出版）の海賊翻訳版『オバディア・オールドバック氏の冒険（The Adventures of Mr. Obadiah Oldbuck）』（1842年）であると考えられている。

### ゴールデン・エイジ
アメリカにおけるコミック・ブックは、19世紀後半の新聞紙上に掲載された初期のコミック・ストリップ（コマ漫画）から発展した。1920年代から1930年代にかけて、新聞既掲載のコミック・ストリップをパルプ・マガジンに収録した初期のコミック・ブックが出現した。この頃のコミック・ストリップは主にユーモラスな性質を備えていたために、「コミック・ストリップ」から採られた「コミック・ブック」という呼び名が適用された。「コミック・ブック」という用語が、扱っている出版物の内容ではなく出版媒体を示すようになった時に、この呼称は混乱をもたらした。
1933年にマックス・ゲインズにより出版された『ファニーズ・オンパレード』が、今日知られている形式での最初のアメリカン・コミックであると、多くの人々から認識されている。 ゲインズは、漫画が印刷された9インチ×12インチの広告紙を折り重ねた8ページからなる漫画本を出版した。別の人々は、それ以前の10年間でアメリカン・コミックは出現したと主張している。1931年には、既にベルギーの漫画『タンタンコンゴへ（原題：Tintin au Congo）』が発表されていた。
1935年2月に、ナショナル・ピリオディカル・パブリケーションズ（DCコミックス）は、オリジナルなキャラクターと物語による「New Fun Comics」シリーズを発表した。このシリーズはパルプ・マガジンから強い影響を受けた冒険物と探偵物から成り立っていた。
アメリカン・コミック史上最も重大な出来事は、1938年にナショナルの「Action Comics」第1号で生じた。ジェリー・シーゲルおよびジョー・シャスターによる世界最初のスーパーヒーローである『スーパーマン』が、この号で登場したのである。パルプ・マガジンの諸作品や、プラハのゴーレム伝説、フィリップ・ワイリーのSF小説『闘士』などに影響されたスーパーマンは、超人的な腕力と素早さ、その他の超能力を持っており、サーカスの怪力男を彷彿とさせる鮮やかな衣装に身を包んで犯罪者と戦い、優男の新聞記者クラーク・ケントとして秘密の正体を隠し、日々の生活を送っている。アメリカン・コミックス界に『スーパーマン』が与えた衝撃はあまりにも大きく、その後の2年間でほとんどのアメリカン・コミック出版社がスーパーヒーロー物のシリーズを発表することとなり、スーパーマンは世界で最も有名なキャラクターのひとりとなった。
1930年から1951年までの期間は、アメリカン・コミックの黄金時代として知られている。この期間のアメリカン・コミックは、大量印刷と（第二次世界大戦中のコミック・ブックは、安価かつ人気のある娯楽であった）、安定しないストーリーと作画および印刷の質、そして低賃金かつ搾取労働ではあるものの、アメリカの複数の人種に跨って仕事を与えた数少ない業界である事によって特徴付けられる。しかしながら、この期間のアメリカン・コミックは主に子供向けのジャンルであったことから、多くの成人は愛情に満ちた無批判な態度で、この時代を古き良き黄金時代として回顧している。
戦後、新たなジャンルが加えられ、古いジャンルは拡張された。アーチー・コミックに代表されるティーン・ユーモア、ウォルト・ディズニーのキャラクターが活躍するファニーアニマル・コミック（動物漫画）、サイエンス・フィクション、西部劇物、ロマンス、風刺ユーモア漫画などが、各々の居場所を見出した。長期連載されていたオリジナル3作品『スーパーマン』『バットマン』『ワンダーウーマン』を除いて、1952年までにスーパーヒーロー物はほぼ一掃されていた。

### コミックス・コード
1940年代後半から1950年代前半にかけて、多数の暴力表現と流血沙汰を含んだ作品で悪名高いECコミックの大きな成功に伴い、恐怖漫画や実録犯罪漫画が台頭した。これらの漫画や他の漫画を標的にして、政治家と規制活動家は犯罪や少年非行、薬物使用、学力低下の原因として漫画を非難した。スーパーヒーロー物の根底にはサディズムと同性愛嗜好があるという考えに取り付かれた精神科医フレデリック・ワーサムの著書『無垢への誘惑』が漫画に対する懸念を取り上げ、同書は少年非行に関する上院小委員会に漫画への関心を抱かせた。それらの結果としてモラル・パニックが発生し、学校および保護者のグループによる公的な漫画の出版禁止運動が行われ、いくつかの市では漫画本の焚書が行われた。アメリカにおける漫画業界は急速に衰退した。
上の出来事により、ナショナルやアーチーに代表される多くのアメリカン・コミック出版社は、1954年にコミックス倫理規定委員会を設立し、「現存するコミュニケーション・メディアの中で最も厳格な規制」を目標としたコミックス・コード（Comics Code）の試案を起草した。コミックス・コードの認可シールは、販売店に運ばれる実質上すべての漫画の上に速やかに現れた。ECコミックは、大して論争にもならなかった数冊の漫画本における試行錯誤の後に、風刺雑誌『MAD』に専念するために漫画の出版ラインを廃止した。この『MAD』は、規制を逃れるため、雑誌形式に変更された漫画本であった。

### シルバー・エイジ
1950年代中頃、連続テレビシリーズ『スーパーマン（原題：The Adventures of Superman）』が人気を博した後に、各出版社は再びスーパーヒーロー物の出版を試みた。「Showcase」の第4号（ナショナル、1956年）は、過去のヒーローであるザ・フラッシュを復活させた。『ザ・フラッシュ』の復活から、アメリカン・コミックの白銀時代（Silver Age of comic books）として知られる第二次スーパーヒーローブームが始まった。ナショナルはその後の6年間にわたってスーパーヒーロー物の出版ラインを拡大し、『グリーンランタン』や『ザ・アトム』、『ホークマン』、その他のスーパーヒーロー達の新たなバージョンを紹介した。
1961年、原作者兼編集者のスタン・リーと作画家兼共同原作者のジャック・カービーは、マーベル・コミック用に『ファンタスティック・フォー』を製作した。『ファンタスティック・フォー』の第1話では、人間的な欠点や恐怖心、内なる悪の心を備え、口げんかをしたり借金などの心配をするスーパーヒーロー達の自然なスタイルが導入され、アメリカン・コミック業界の変遷を示す記念碑となった。当時確立されていた堅物の社会改良家たちであるスーパーヒーロー像と一線を画するこれらのキャラクターは、業界に革命をもたらした。カービーやスティーブ・ディッコ、ドン・ヘック、その他の作画家らによるダイナミックなアートワークに補われた、リーの多彩にして魅力的な脚本によるこの新しいスタイルは、スーパーヒーローを愛する子供達から、作品の深いテーマを楽しむ大学生の間にまで読者を見出した。最初はマーベルの競争相手であるナショナルにより本が配給されていたため、マーベルが生産可能な本のタイトル数は制限されていた。この状況は1960年代の終わりまで改善されなかった。
ナショナル（DCコミックス）、マーベル、アーチーが、1960年代におけるアメリカン・コミックの代表選手であった。その他の注目に値する出版社としては、ディック・ジョルダーノを初めとする大勢のプロ作家の出発点となった低予算ブランドのチャールトン・コミック、デル・コミック、ゴールドキー・コミック、『おばけのキャスパー』や『リッチー・リッチ』のハーヴェイ・コミック、『T.H.U.N.D.E.R. Agents』で知られる
タワー・コミックがある。

### アンダーグラウンド・コミックス
1960年代後半から1970年代前半にかけて、アンダーグラウンド・コミックスの波が生じた。これらのアングラ漫画は確立されたアメリカン・コミック出版社とは無関係に出版され、その大部分が若者による当時のカウンター・カルチャーとドラッグ・カルチャーを反映していた。それ以前の漫画には見られなかった自由闊達で無礼千万なスタイルにより、その多くは注目に値する。アングラ漫画のムーブメントは1968年に、アングラ漫画の巨匠ロバート・クラムによる『Zap Comix』創刊号の出版により始まったのであると考えられている。クラムはフリッツ・ザ・キャットの生みの親でもある。

### ブロンズ・エイジ
ブロンズ・エイジ（青銅時代）という用語は、1970年前後に（特にDCとマーベルに関して）起こったアメリカン・コミックの変化が集中した時期に始まる、アメリカのメインストリーム・コミックでの歴史区分に対して一般的に用いられる。ゴールデン・エイジからシルバー・エイジにかけての変遷とは異なり、シルバー・エイジからブロンズ・エイジの変遷は多くの継続して出版されていた作品に関わっており、それほど急激なものではない。すべての作品が同時にブロンズ・エイジを迎えたとは言えない。
シルバー・エイジからブロンズ・エイジへの変遷を示すと考えられる変化は、以下の通りである。
- スーパーマン・ブックスの編集者モート・ワイジンガー（英語版）の引退や、ジャック・カービーのDCへの移籍を含む、人気作家達の交代
- 『コナン (マーヴルコミック)(ロバート・E・ハワード原作・ジョン・バスセマ（英語版）作画)』『カマンディ（英語版）』『ジョナ・ヘックス』『スワンプシング』『ゴーストライダー』、そしてリバイバル版『ドクター・ストレンジ』などの、非スーパーヒーロー作品およびスーパーヒーロー境界作品のブーム
- 『スパイダーマン』での薬物乱用問題や、『グリーンランタン／グリーンアロー』シリーズなどの、重大な社会問題を扱おうと試みた「適切な」アメリカン・コミックの出現
- 1971年に起きたコミックコード委員会の規制緩和
- オリジナル版に近い「よりダーク」にされたバットマンや、職業がテレビレポーターになりクリプトナイトの設定を取り除かれたスーパーマン、一時的に常人となったワンダーウーマンなど、幾人かの人気キャラクターの設定改変。数年後の新X-メンの改変も、この傾向の一部かもしれない。
- スパイダーマンのガールフレンドであるグウェン・ステイシー、ドゥームパトロール（英語版）、リージョン・オブ・スーパーヒーローズの幾人かのメンバーなどの、人気キャラクターの死

### モダン・エイジ

#### メインストリーム・コミックの情勢
1970年代における書店買い取り形式による直販制度（ダイレクト・マーケット）は、コミック専門店の登場によって北アメリカ全土で同時に発生した。これらの専門店は社会の偏見の声からの避難所であったが、同時にコミックを衆目から覆い隠すことになった。より多くの号を読者に購入させるために、連載されるコミックのストーリーは更に長く複雑になっていった。1970年から1990年の間に、複数の原因（全国的な紙不足、出版社数の増加、雑誌に対するコミックの商品単価の低さによる販売店の利益率の低さなど）から、コミックの価格が高騰した。アメリカにおけるコミック人気の凋落について考える際に、これらの要素はしばしば指摘される。
1980年代半ばから後半にかけて、DCコミックスより出版された二つのコミック・シリーズ『バットマン: ダークナイト・リターンズ』（フランク・ミラー）と『ウォッチメン』（アラン・ムーア&デイブ・ギボンズ）は、アメリカン・コミック業界に重大な衝撃をもたらした。この2シリーズの驚異的な人気は、メジャー系出版社（DCとマーベル）に彼らのタイトルをよりリアリスティックな、暗い雰囲気のものへと変化させた。これらの作風はしばしば冷笑的に「グリム・アンド・グリッティ(grim-and-gritty)」と呼ばれる。この変化は『パニッシャー』『ウルヴァリン』『スポーン』などのアンチヒーロー人気の拡大や、ファースト・コミックやダークホースコミックスなど多くのインディペンデント系出版社の「暗い」雰囲気によっても強調された。数年間にわたり、メインストリーム・アメリカン・コミックの誌上は、血みどろのミュータントと闇の復讐者によって占められていた。この暗闇とニヒリズムへの志向は、DCの看板漫画であるバットマンシリーズの「A Death in the Family」や、同様にマーベルの看板漫画『X-メン』シリーズの「Mutant Massacre」や「Acts of Vengeance」によっても促進された。
1990年代前半の投機ブームは、一時的に専門店での販売を増加させたが、これらのブームはコレクターズアイテムの供給過剰によって終焉を迎えた。そしてコミックの販売は1990年代半ばから急速に減少しつつあり、数百の専門店が閉店した。今日、北アメリカで販売されているアメリカン・コミックの部数は、出版史上最低のものである。マーベルやDCのようなスーパーヒーロー系の大手出版社は、今でも「メインストリーム」と呼ばれているが、もはや過去の数十年間のような大型メディアではない。

#### プレスティージ形式
プレスティージ形式によるコミックは、標準的なアメリカン・コミックが数枚の広告紙を折り重ねた単純な製本であるのに対し、それより厚い48ページから72ページの長さで光沢紙に印刷され、背表紙とカバーを備えている。プレスティージ形式の単行本は、DCコミックスによるフランク・ミラーのバットマン作品『ダークナイト・リターンズ』において初めて使用された。この作品の成功はプレスティージ形式の確立につながり、現在この形式はビッグネーム作家が手掛けた作品の披露や、重要なストーリーにスポットを当てるのに使用されている。
プレスティージ形式で発表されるストーリーは、一連のシリーズの一部であるか、独立作品のいずれかである。独立作品が発表される場合は、アラン・ムーアの『バットマン: キリングジョーク』のように、グラフィックノベルやグラフィックノヴェラとして発表される。

#### インディペンデント・コミックとオルタナティヴ・コミック
コミック専門店の存在は、1970年代後半より始まったインディペンデント系コミックの数回にわたる波を活気付けた。これらの波の最初の作品は、一般にはインディペンデント・コミックあるいはオルタナティヴ・コミックと呼ばれた。これらのある物は、アンダーグラウンド・コミックの伝統を汲むものであった。別の物は、形式やジャンルにおいてメインストリーム出版社の出版物に類似していたが、より小規模なアーティスト本人が所有するベンチャー会社か、アーティスト個人により出版されたものであった。さらに別の少数は、コミックをファインアートの世界に持ち込もうとする実験的な試みの産物であった（特筆すべき例として、アート・スピーゲルマンとフランソワーズ・モーリーによるアンソロジー雑誌『RAW』が挙げられる）。
アメリカン・コミックの形式や流通を、より一般書籍に近づけようと変化させていった1990年代の小規模出版社によって、この「スモールプレス（小規模出版）」のシーンは拡大し多様化し続けた。自費出版による極めて非公式なバージョンである「ミニコミック」形式は1980年代に発生し、スモール・プレスと比べても限定された読者の元にしか届かないにもかかわらず、1990年代のアーティスト達の間で人気を得た。「アートコミック」は、アメリカン・コミックの伝統的なメインストリームの外部で活動を続けるオルタナティヴ・コミックやスモールプレス、ミニコミックを示す一般的な用語として、時おり使用された。これらの形式において活動を続ける出版社やアーティストは、コミックを一つの芸術形式としてより洗練させたいという願望を持っていた。

#### アメリカン・コミックの認知
いくつかのアメリカン・コミックは社会的に認知されており、ピューリッツァー賞を受賞したアート・スピーゲルマンの『マウス――アウシュヴィッツを生きのびた父親の物語』や世界幻想文学大賞の短編部門を受賞したニール・ゲイマンの『サンドマン』など、作者にはジャンル外からの賞が与えられている。それ自体はアメリカン・コミックではないが、アメリカン・コミックを題材にしたマイケル・シェイボンの『カヴァリエ&クレイの驚くべき冒険』は、2001年のピューリッツァー賞フィクション部門を受賞した。
大衆によるスーパーヒーロー物への関心は、『X-メン』（2000年）や『スパイダーマン』（2002年）のような特撮映画の成功によって増加した。この関心を利用するため、出版社は2002年5月5日から始まったFree Comic Book Day（コミックの無料配布サービス）のような宣伝活動を始めた。加えて、『ゴーストワールド』『ロード・トゥ・パーディション』『アメリカン・スプレンダー』のような非スーパーヒーロー作品の映画化が、コミックメディアのイメージ改善に繋がるのではないかと期待されている。

#### 連載コミック形式の衰退
2000年代前半、小売店でのグラフィックノベル販売数の増加に伴って、22～30ページ版の月刊連載されるアメリカン・コミックの売り上げは減少し続けた。コミック出版社のグラフィックノベルへの路線変更に加えて、パンテオンのような一般書籍出版社が、知名度の低いコミック出版社から販売されていた作品を含む、無数のグラフィックノベルをこの十年間に販売した。
アメリカン・コミック業界の関係者達は、業界を席捲するグラフィックノベルの出版により、月刊連載されるアメリカン・コミックの時代は終焉を迎えつつあるのかもしれないと、公的に意見を述べた。多くの出版社が、連載形式のストーリーをグラフィックノベルに適用するための計画を立てている。
しかし、危惧されていた月刊連載されるアメリカン・コミックの売り上げは2001年以降年々増加しており、それに伴いコミック市場も1990年代の倍以上に成長している。

## 主な出版社
- DCコミックス
- マーベル・コミック
- ダークホースコミックス
- イメージコミック
- IDWパブリッシング

## 実写化された主なアメコミ一覧
- DCコミックス
  - アクアマン
  - アメリカン・スプレンダー（ダークホースコミックからも出版されている）
  - ウォッチメン
  - キャットウーマン
  - グリーンアロー（ARROW/アロー）
  - グリーンランタン
  - ザ・フラッシュ
  - シャザム
  - ジャスティス・リーグ
  - ジャスティス・ソサエティ・オブ・アメリカ
  - ジョーカー
  - ジョナ・ヘックス
  - スーサイド・スクワッド
  - スーパーマン
  - スーパーガール
  - スワンプシング
  - ティーン・タイタンズ
  - バットマン
  - バットガール
  - ピースメイカー
  - ヒューマン・ターゲット
  - ブラックアダム
  - ブラックライトニング
  - ブルービートル
  - ヘルブレイザー（英語版）（コンスタンティン）
  - リーグ・オブ・エクストラオーディナリー・ジェントルメン
  - ワンダーウーマン
- DCコミックスレーベル（ヴァーティゴ/パラドックスプレス/ワイルドストーム）
  - Vフォー・ヴェンデッタ
  - ザ・ボーイズ
  - ヒストリー・オブ・バイオレンス
  - ロード・トゥ・パーディション
- マーベル・コミック
  - X-メン
  - アイアン・フィスト
  - アイアンマン
  - アベンジャーズ
  - アントマン
  - インヒューマンズ
  - ウィンター・ソルジャー
  - ヴェノム
  - エターナルズ
  - エレクトラ
  - ガーディアンズ・オブ・ギャラクシー
  - キャプテン・アメリカ
  - キャプテン・マーベル
  - クローク&ダガー
  - ゴーストライダー
  - ザ・ディフェンダーズ
  - シーハルク
  - ジェシカ・ジョーンズ
  - スパイダーマン
  - 超人ハルク
  - デアデビル
  - デッドプール
  - ドクター・ストレンジ
  - ニック・フューリー
  - パニッシャー
  - ハワード・ザ・ダック
  - ビッグ・ヒーロー・シックス
  - ファルコン
  - ファンタスティック・フォー
  - ブラック・ウィドウ
  - ブラックパンサー
  - ブレイド
  - ホークアイ
  - マイティ・ソー
  - ミスアメリカ
  - ミズ・マーベル
  - ムーンナイト
  - モービウス
  - ランナウェイズ
  - ルーク・ケイジ
  - ワスプ
- ダークホースコミック
  - 300
  - R.I.P.D.(ゴースト・エージェント/R.I.P.D.)
  - アンブレラ・アカデミー
  - ヴァイラス
  - シン・シティ
  - バーブ・ワイヤー
  - ヘルボーイ
  - マスク
- イメージ・コミック
  - インビンジブル (インビンジブル 〜無敵のヒーロー)
  - ウォーキング・デッド
  - オムニマン
  - スポーン
  - ティーンエイジ・ミュータント・ニンジャ・タートルズ
- その他の出版社
  - ディック・トレイシー（英語版）（ディック・トレイシー (映画)）
  - フロム・ヘル
  - ホワイトアウト
  - ヘラクレス